# Tunnel de Kervoaguel
Le tunnel de Kervoaguel est situé sur la commune de Paule en France.

## Description
La conduite de l'aqueduc romain de Carhaix-Plouguer est reconnue sur 27 km de son point de captage initial à l'extrémité orientale des montagnes Noires. À cause de la faible pente (pente moyenne de 0,27 m par km), le thalweg de Trougaou est contourné par un tracé en épingle à cheveux orienté d'est en ouest sur 180 m, puis s'infléchit au nord pour pénétrer sous la colline. Le creusement d'un tunnel long de 0,9 km évite ainsi le détournement et réduit de 7 km la longueur de la conduite. Des restaurations sont menées sour la dynastie des Sévères (193 à 235 de notre ère). L'aqueduc est définitivement abandonné au début du IVe siècle.

## Historique
À l'époque romaine, la capitale des Osismes : Vorgium, devenue Carhaix, a été la seule ville d'Armorique à être pourvue d'un aqueduc.
L'ensemble est inscrit au titre des monuments historiques par arrêté du 25 mars 2005,.

## Protection
La partie rectiligne du tunnel, principal vestige de l'aqueduc gallo-romain de Carhaix, débutant au hameau de Kervoaguel au Moustoir et se terminant à 300 mètres à l'ouest du hameau de Trougaou à Paule, comprenant le tunnel proprement dit, le terrain situé au dessus, ainsi qu'une bande de terre (sol et sous-sol) de 10 mètres de part et d'autre de celui-ci.